# David Michôd
David Michôd (ur. 30 listopada 1972 w Sydney) – australijski reżyser, scenarzysta, producent i aktor filmowy i telewizyjny.

## Życiorys
Ukończył Sydney Grammar School, następnie studiował na University of Melbourne. Uczył się także w szkole filmowej, był redaktorem magazynu Inside Film. Karierę filmową rozpoczął od realizowania filmów krótkometrażowych i dokumentalnych. Nakręcił m.in. Ezra White, LL.B. (2006), Crossbow (2007), Netherland Dwarf (2008). 
W pełnym metrażu debiutował w 2010 dramatem kryminalnym Królestwo zwierząt z Guyem Pearce’em w jednej z głównych ról. Bohaterem filmu był nastolatek uwikłany w krwawe porachunki własnej rodziny z policją. Kolejny projekt Michôda, postapokaliptyczny dramat Rover, miał swoją premierę w 2014.
W 2019 nakręcił w Europie Króla, historyczno-kostiumowy dramat dla Netflixa z Timothée Chalametem w roli tytułowej. Scenariusz filmu oparty był na motywach trzech kronik historycznych Szekspira: Henryk IV, część 1, Henryk IV, część 2 oraz Henryk V.

## Filmografia

### Filmy pełnometrażowe
- 2010: Królestwo zwierząt (Animal Kingdom)
- 2014: Rover (The Rover)
- 2017: Machina wojenna (War Machine)
- 2019: Król (The King)

### Filmy krótkometrażowe
- 2006: Ezra White, LL.B.
- 2007: Crossbow
- 2008: Netherland Dwarf
- 2008: Solo
- 2009: Inside the Square

### Seriale
- 2013: Iluminacja (Enlightened)
- 2015: Pot i łzy (Flesh and Bone)
- 2017: Doc World